# SWIFT
Товариство всесвітніх міжбанківських фінансових телекомунікацій, СВІФТ (англ. Society for Worldwide Interbank Financial Telecommunications, Swift, або S.W.I.F.T.) — міжнародна міжбанківська система передавання інформації та здійснення платежів. Її послугами користуються близько 11 тис. банків і фінансових установ у понад 200 країнах..

## Загальна характеристика
Заснована в 1973 році, щоб припинити залежність від телеграфної системи, яка використовувалася для надсилання письмових повідомлень; співзасновниками виступили 239 банків з 19 країн за ініціативи Карла Реутерскіольда, засновника Бельгійського товариства міжбанківських фінансових телекомунікацій. Головний офіс розташований у Бельгії у комуні Ла-Юльп, недалеко від Брюсселя.
Мережа Swift розробила міжнародні стандарти, наприклад, код Swift або номер BIC — міжнародний банківський код, за яким можна однозначно ідентифікувати кожну фінансову установу. Таким чином можна автоматично передавати дані про транскордонні платежі. Цей загальний стандарт полегшує грошові перекази та міжнародну торгівлю.
Кожен банк, який підключено до системи, має свій унікальний Swift-код. Теоретично для здійснення платежу в Європі достатньо знати Swift-код банку та IBAN код отримувача.
У 2012 році був створений Форум контролю над Swift, в якому до центральних банків країн G-10 долучаються інші центральні банки з основних економік світу: Резервний банк Австралії, Народний банк Китаю, Гонконгський валютний орган, Резервний банк Індії, Банк Кореї, Банк Росії, Монетарне агентство Саудівської Аравії, валютне управління Сінгапуру, Південноафриканський резервний банк та Центральний банк Турецької Республіки.
Згідно зі звітом 2019 року, через Swift щодня проходить понад 1 млн транзакцій на 1 трлн доларів (1,8 млрд повідомлень на рік), що включають грошові перекази, міжбанківські платежі, цінні папери, дорожні чеки. Половину передаваних повідомлень складають платежі.

## Принципи роботиSwift

Логотип Swift

Оригінальний задум створення Swift полягав у тому, щоб створити для банків спосіб швидше та безпечніше спілкуватися між собою щодо обробки міжнародних платежів. Фактично Swift — це месенджер між банками, система передає повідомлення, котрі містять інструкції щодо платежу, від банку-емітента (платника) до банку-ремітента (бенефіціара/одержувача). Банки в мережі переміщують кошти з одного рахунку на інший на основі базової мережі рахунків Nostro та Vostro.
Спочатку Swift створювався для полегшення обміну повідомленнями про казначейські та кореспондентські операції. Проте функціональність дизайну формату повідомлень дозволила використовувати Swift, щоб надавати послуги для банків, клірингових систем, грошових і безпекових брокерів, корпорацій, небанківських фінансових установ, учасників казначейського ринку, компаній з управління активами, депозитаріїв, іноземної валюти тощо.
Усі члени Swift поділяються на класи, залежно від частки власності. Вони сплачують одноразовий внесок плюс річні збори, які залежать від класу. Крім того, система заробляє гроші, стягуючи з користувачів платню за тип і довжину повідомлення та додаткові послуги, як-от бізнес-аналітика, професійні додатки, глобальні інновації в платежах та відповідність вимогам.
Унікальний Swift-код складається з 8 або 11 символів. Інші назви цього коду: ідентифікаційний код банку (BIC), Swift ID, ISO9362.

## ПослугиSwift
Існують два типи повідомлень у Swift: фінансові (безпосередньо між користувачами системи) й операційні (між користувачами та системою). Структурно всі повідомлення Swift складаються з: заголовку, тексту повідомлення, трейлеру. Через комп'ютерний термінал (CBT) здійснюється зв'язок з універсальним комп'ютером для передавання та отримання повідомлень, а також управління прикладними завданнями. Повідомлення концентруються у регіональному процесорі(RGP), а потім перенаправляються на обробку до відповідного операційного центру. Там Swift обробляє повідомлення за таким алгоритмом: перевірка синтаксису; створення нових заголовків для перетворення повідомлень в початкову форму; додавання трейлерів; копіювання та шифрування повідомлень для зберігання. В результаті перевірки, користувач отримує сповіщення: ACK — позитивний результат, NAK — негативний. Кожне повідомлення автоматично отримує вхідний номер:189.

## Swiftяк регулятор міжнародних відносин
Система Swift іноді характеризується як «фінансова атомна зброя». Якщо країну відімкнути від Swift, її міжбанківські платіжні операції значно ускладнюються, підривається її здатність торгувати товарами та переміщувати валюти, розрахунок стає можливий тільки готівкою. Сама система не має повноважень на власний розсуд приймати рішення про будь-які санкції. Такі рішення приймаються лише за рішенням Євросоюзу (як своєї територіальної юрисдикції) та ООН (як глобального арбітра).
Swift свого часу надавала владі США дані для використання в антитерористичних розслідуваннях. Всього відімкнення від системи застосовувалося тричі: двічі для Ірану в 2012 (через його ядерну програму), та в 2017 для Північної Кореї. Показовий вплив для Ірану: майже 100 млрд іранських нафтодоларів були заблоковані на рахунках в західних банках, експорт іранської нафти зменшився на 1 млн барелів в день (що коштувало $40 млрд в рік), зовнішня торгівля впала на 30 %, а імпорт в країні подорожчав на 30-40 %. Економіка Ірану увійшла в режим стагнації, з показником понад 40 % інфляції в рік, а ріст безробіття склав 25 %. Загалом перше відключення від Swift коштувало Ірану $6 трлн. Робота системи в Ірані відновилася тільки в 2016 році. В 2019 році тодішній прем'єр-міністр Росії Дмитро Медведєв заявив, що втрата доступу до Swift буде схожа на оголошення війни Росії.
На фоні російської агресії проти України неодноразово звучали заклики відімкнути Росію від Swift. Це складає суттєву загрозу для Росії, оскільки Європа використовує Swift для надсилання платежів за російський природний газ. Водночас очевидна і залежність Європи від російського палива.
Німеччина на початку російського вторгнення в Україну 24 лютого 2022 року утримувалася від відімкнення Росії, оскільки російський газ складає більшу частку в постачанні енергоносіїв у Німеччині та деяких інших частинах Європи. Проте 25 лютого ввечері міністр фінансів Німеччини Крістіан Лінднер заявив, що «ми відкриті» до ідеї відрізати Росію від Swift. Уряди трьох країн Балтії закликали вдатися до цього покарання для Росії. 26 лютого президент Франції Емманюель Макрон виступив за відімкнення Росії від Swift. Кіпр та Італія, зі слів міністра закордонних справ України Дмитра Кулеби, не блокуватимуть відімкнення Росії. Таку ж позицію пізніше висловила й Угорщина.
Арі Редборд, колишній старший радник казначейства США спрогнозував, що найвірогіднішим способом для Росії пом'якшити наслідки відімкнення від Swift буде збільшення використання криптовалюти. Можливе також створення Китаєм та Росією системи, подібної до Swift, або розширення використання китайської міжбанкової системи CIPS чи російської СПФС. Серйозною завадою цьому є те, що СПФС наразі використовують лише декілька міжнародних банків, а створення цілком нової системи вимагатиме багато часу. Китай окрім того не зацікавлений підривати діяльність Swift, адже CIPS, яка діє в юанях, неприваблива для міжнародних фінансових операцій.

## Swift в Україні
В Україні статус «Swift Business Partner» має лише компанія ProFIX, що дозволяє їй надавати послуги і рішення Swift банкам та небанківським організаціям.